# Neagolius takin
Neagolius takin är en skalbaggsart som beskrevs av Kral 1995. Neagolius takin ingår i släktet Neagolius och familjen Aphodiidae. Inga underarter finns listade i Catalogue of Life.